# Seyhan
Seyhan este un district din Turcia, Provincia Adana.